# سفارة أوكرانيا في مولدوفا
السفارة الأوكرانية في كيشيناو هي البعثة الدبلوماسية لأوكرانيا في جمهورية مولدوفا. يقع مبنى السفارة في فاسيل لوبو 17، كيشيناو. يشغل ماركو شيفتشينكو منصب سفير أوكرانيا لدى جمهورية مولدوفا منذ 2020.

## تاريخ العلاقات الدبلوماسية

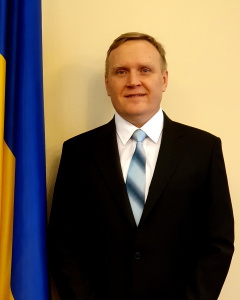
ماركو شيفتشينكو سفير أوكرانيا لدى مولدوفا منذ فبراير 2020.

بعد سقوط الاتحاد السوفيتي، أعلنت أوكرانيا استقلالها في أغسطس 1991. وفي 21 ديسمبر 1991، اعترفت أوكرانيا باستقلال جمهورية مولدوفا. وأُقيمّت العلاقات الدبلوماسية في 10 مارس 1992. اُفتُتِحّت السفارة الأوكرانية في كيشيناو في 1993. وكان أول سفير هو بويكو فيتالي. اُعتُمدّ ماركو شيفتشينكو سفيراً لأوكرانيا لدى جمهورية مولدوفا منذ فبراير 2020.
يبلغ طول الحدود الداخلية بين البلدين 1.222 كيلومترًا (759 ميلًا)، منها 267 كيلومترًا (166 ميلًا) حدود نهرية (أي على طول الأنهار) و955 كيلومترًا (593 ميلًا) حدوداً برية. حوالي 454 كيلومترًا (282 ميلًا)، منها تشكل الحدود الفعلية بين أوكرانيا وجمهورية ترانسنيستريا الانفصالية غير المعترف بها.
في المجال الثقافي والإنساني، هناك مشاريع منتظمة بين البلدان المجاورة، بما في ذلك ترانسنيستريا. تأسس مركز الثقافة والإعلام في السفارة منذ أبريل 2007. ويبث التلفزيون والإذاعة برنامجًا أسبوعيًا باللغة الأوكرانية. من حيث قانون الجمعيات، لدى جمهورية مولدوفا مجتمع أوكراني وجمعية للثقافة الأوكرانية.

## وصلات خارجية
- الموقع الرسمي